# Anastasija Petryk

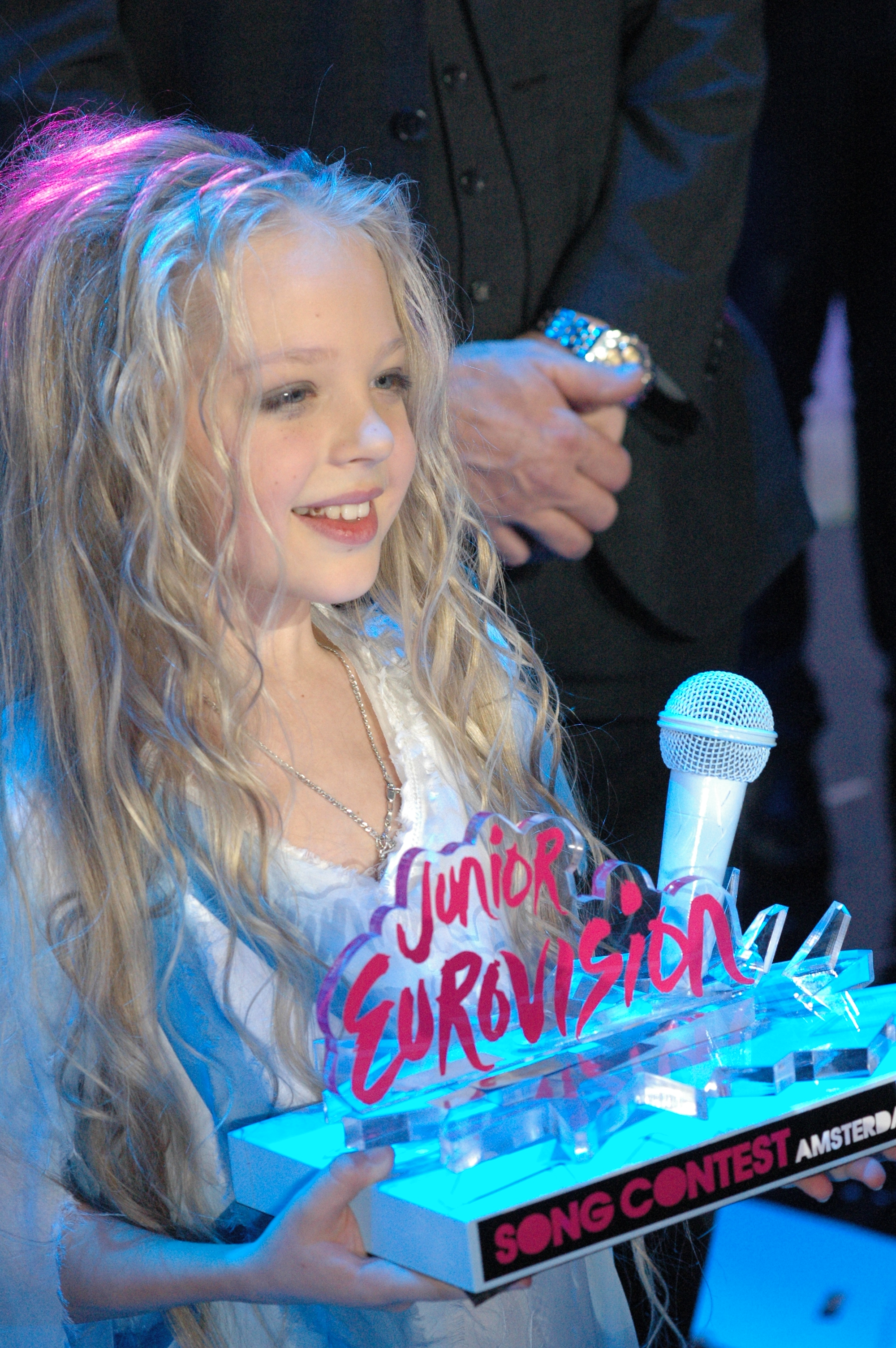
Anastasija Petryk vid Junior Eurovision Song Contest 2012.

Anastasija Petryk, född 4 maj 2002, är en ukrainsk sångerska.
Petryk vann Junior Eurovision Song Contest 2012 med sin låt Nebo med 138 poäng. Hon tävlade för Ukraina. Hon är lillasyster till Victoria Petryk som tävlade i Junior Eurovision Song Contest 2008 och fick en andraplats.